# Musical Moods
Musical Moods is een Nederlands radioprogramma van AVROTROS op NPO Radio 5. Frits Sissing is de presentator. De uitzending is iedere vrijdagnacht om middernacht.
Het programma werd van 3 februari 2008 tot en met 19 december 2016 uitgezonden op NPO Radio 2.
Het programma werd van 3 februari 2008 tot en met 30 augustus 2009 uitgezonden op zondagochtend van 00.00 tot 01.00 uur, van 6 september 2009 tot en met 5 september 2010 op zondagavond van 22.00 tot 23.00 uur. Vanaf 12 september 2010 is Musical Moods elke maandagochtend te beluisteren van 00.00 tot 01.00 uur, en van  1 januari 2016 tot en met 19 december 2016 werd het programma uitgezonden op maandagochtend van 01.00 tot 02.00.
Het radioprogramma brengt voornamelijk bekende en minder bekende musicalsongs uit Nederland, Broadway, West End en de hele wereld ten gehore.